# Iso-Polyphonie

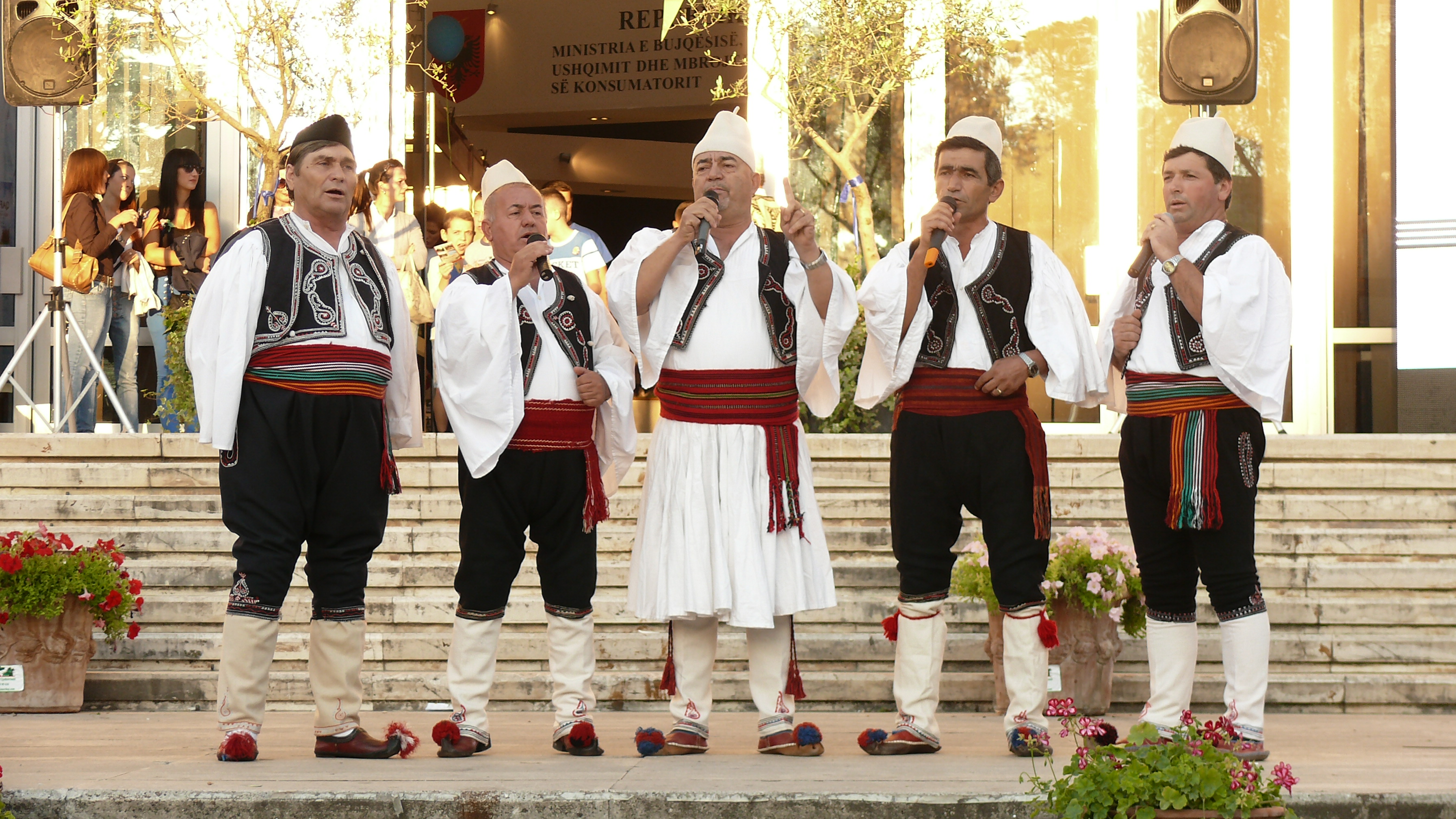
Iso-polyphonische Gesangsgruppe bei einem Auftritt in Tirana

Iso-Polyphonie ist eine Bezeichnung für einen folkloristischen Gesangsstil, der in der historischen Region Epirus im südlichen Albanien und nordwestlichen Griechenland beheimatet ist und insbesondere in den südalbanischen Regionen Toskëria und Labëria gepflegt wird. Es handelt sich um eine besondere Art der Polyphonie (Mehrstimmigkeit mit eigenständig geführten Stimmen) in der Volksmusik.
Der Stil wird von allen Volksgruppen gepflegt, die in der Region leben, darunter von Albanern, Griechen, slawischen Mazedoniern und Aromunen.

## Beschreibung
Beim iso-polyphonen Gesang gibt es meist zwei oder drei Stimmen, die von Solisten gesungen werden und zusätzlich von einem tiefen Bordun begleitet werden, von dem auch die Vorsilbe iso- herrührt. Die Stimmen sind weitgehend unabhängig voneinander, stehen aber in einer engen Wechselbeziehung. Der Bordun wird meist von einem Chor gesungen. Dabei wird nicht eine exakt gestimmte Tonhöhe eingehalten, sondern in einem engen Bereich rund um ein tonales Zentrum gesungen, wodurch der Eindruck entsteht, der Chor singe in dieser Tonhöhe. Insgesamt ergibt der Zusammenklang der Stimmen einen monotonen Klangeindruck.
Meist bestehen die Gesangsensembles aus männlichen Sängern, vereinzelt nehmen jedoch auch Sängerinnen teil. Teilweise werden die Gesänge auch von Instrumenten begleitet. Es gibt auch rein instrumentale iso-polyphone Ensembles.
In Südalbanien werden verschiedene Genres der albanischen Volkslieder isopolyphon gesungen. So ist der Bejte ein humoristisches Stück aus einfachen Versen, das in ganz Albanien auftritt, jedoch nur in Südalbanien isopolyphon gesungen wird. Der Borrohite ist dagegen ein Trauerlied, das von Schäfern Labërias gesungen wird.

## Geschichte
Der vermutlich älteste bekannte iso-polyphonische Gesang ist der E qara me bote, me grikë aus der Region um Gjirokastra, der auf ein altes Totenritual zurückgeht und als Fragment aus einer „folkloristischen Tragödie“ beschrieben wird. Er geht vermutlich auf ein kollektives Lamentieren zurück.
Der Stil wurde im Laufe der Jahrhunderte weiterentwickelt, wobei seit dem 19. Jahrhundert mehrere Komponisten und Interpreten namentlich bekannt sind.

## Regionale Besonderheiten

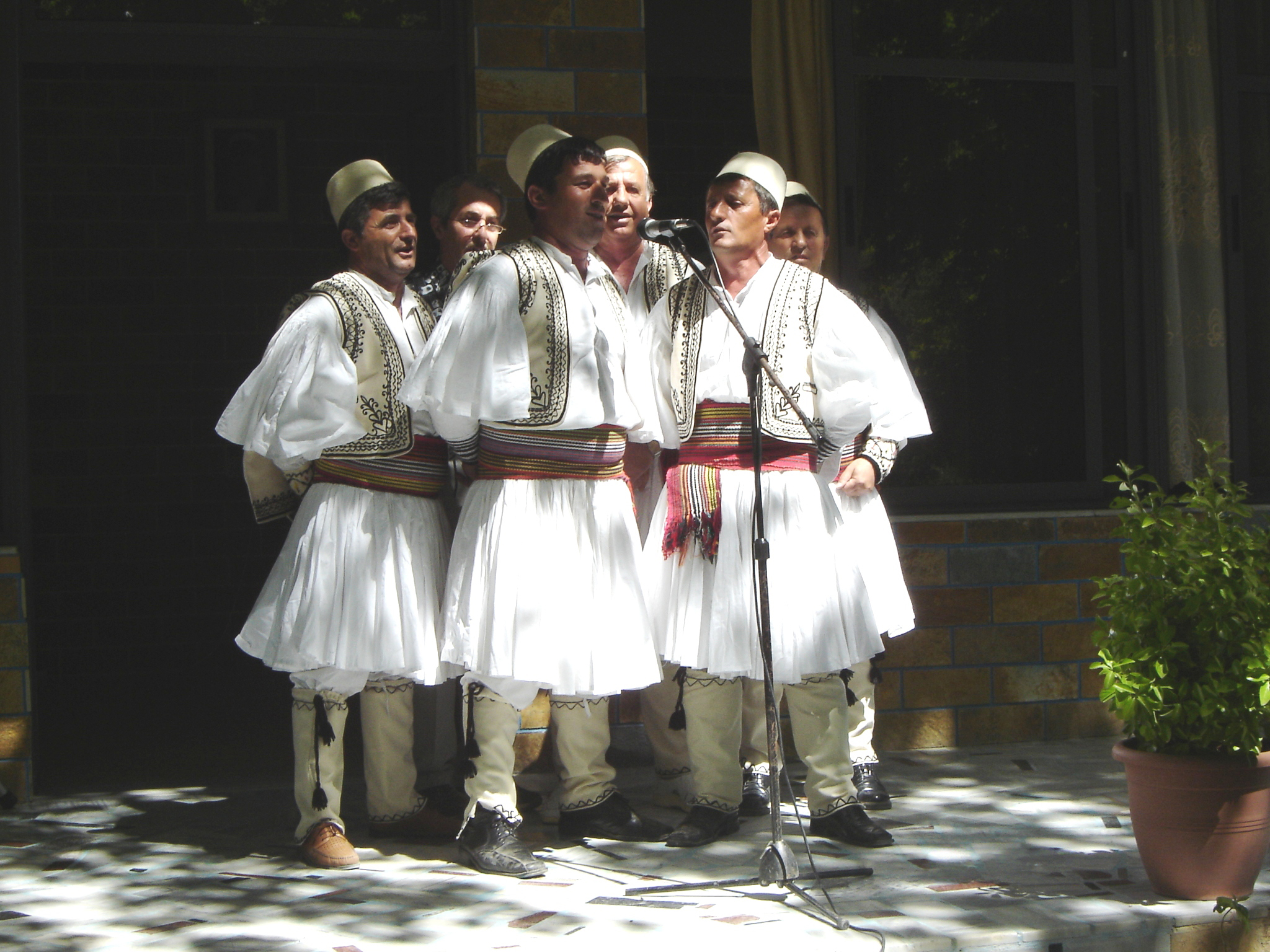
Iso-polyphonische Gesangsgruppe aus Skrapar

Der Hauptunterschied zwischen dem in der Toskeria und der Labëria gesungenen Stil ist die Ausführung des Borduns. Während in der Toskeria der Bordun kontinuierlich mit Hilfe von gestaffelter Atmung auf dem Vokal e gesungen wird, wird in der Labëria auch der Bordun im Rhythmus des Liedtextes gesungen.
Es existieren mehrere regionale Unterstile, die mit den Namen der jeweiligen Region oder Ortschaft bezeichnet werden, beispielsweise Devolliçe aus der Region Devoll oder Dropullitçe aus Dropull. Einige davon weisen Besonderheiten auf wie den zweistimmigen dy vetçe Dukatçe aus der Ortschaft Dukat, bei dem die Stimmen besonders eng nebeneinander liegen und die meist den Tod thematisieren.

## Musikbetrieb
In den meisten Ortschaften Südalbaniens gibt es mindestens ein Gesangsensemble, in denen der Gesangsstil gepflegt wird. Die Ensembles treten bei sozialen Ereignissen wie Hochzeiten, Erntedankfesten und Begräbnissen auf.
Die albanische polyphone Musik wird vom Albanischen Musikrat durch verschiedene Aktivitäten gefördert. Weiterhin wird seit der Auszeichnung durch die UNESCO mit Unterstützung der japanischen Regierung ein Programm zum Schutz dieser Tradition durchgeführt.
Seit 2001 wird in Vlora ein nationales Festival für iso-polyphonische Musik abgehalten. Auch auf anderen albanischen Folklore-Festivals – zum Beispiel am Nationalen Folklorefestival von Gjirokastra – wird die Musik vorgetragen.

## Rezeption und musikwissenschaftliche Erforschung
Der Gesangsstil wurde 2005 in die UNESCO-Liste der Meisterwerke des mündlichen und immateriellen Erbes der Menschheit eingetragen und 2008 in die Repräsentative Liste des immateriellen Kulturerbes der Menschheit übernommen.
Der albanische Komponist und Musikethnologe Vasil S. Tole, der sich wissenschaftlich hauptsächlich mit der Folkloremusik seiner Heimat befasst, publiziert seit 1999 Bücher und Artikel über diese Musikform. Er erstellte ab 2006 mit Hilfe der Botschaft der USA eine Enzyklopädie über die albanische Polyphonie.